# NGC 5890
NGC 5890 (również PGC 54602) – galaktyka spiralna (S0-a), znajdująca się w gwiazdozbiorze Wagi. Odkrył ją w 1886 roku Ormond Stone.